# Hirkanî, Jovkva
Hirkanî (în ucraineană Гіркани) este un sat în comuna Potelîci din raionul Jovkva, regiunea Liov, Ucraina.

## Demografie
Componența lingvistică a localității Hirkanî
     Ucraineană (100%)
Conform recensământului din 2001, toată populația localității Hirkanî era vorbitoare de ucraineană (100%).